# Masłowice (Wieluń)
Pour les articles homonymes, voir Masłowice.
Masłowice est une localité polonaise de la gmina et du powiat de Wieluń en voïvodie de Łódź.